# Greg Oden
Pour les articles homonymes, voir Oden (homonymie).
Greg Oden, né le 22 janvier 1988 à Buffalo dans l'État de New York, est un joueur et entraîneur américain de basket-ball. Il évolue au poste de pivot.
Oden est nommé en 2005 co-joueur de l'année par le magazine PARADE (avec Monta Ellis) et jeune joueur masculin de basket-ball de l'année par Gatorade. Il est alors devenu le premier joueur depuis LeBron James à gagner les deux distinctions. Il remporte également ces deux distinctions en 2006. Greg Oden joue pour les Buckeyes d'Ohio State durant la saison NCAA 2006-2007.
Le 28 juin 2007, il est choisi par les Trail Blazers de Portland en premier choix de la draft 2007 de la NBA qui s'est tenue au Madison Square Garden à New York. Oden mesure 2,13 m pour 124 kg. Après de nombreuses blessures au cours de sa carrière, il arrête définitivement le basket-ball le 28 octobre 2016.

## Lycée
Durant la saison 2005-2006, Oden conduit l'équipe de son lycée, Lawrence North d'Indianapolis, à un troisième titre consécutif de champion de l'Indiana - class 4A lors d'une saison sans défaite. Le pivot marque 22 points et prend 10,5 rebonds en moyenne. Il réussit 74 % de ses tirs. Lors de la finale du championnat contre Muncie Central, Oden est le meilleur marqueur du match avec 27 points et prend 26 rebonds. Lawrence North a gagné les trois finales de championnat de 2004 à 2006 par un total de 56 points de différence avec ses adversaires et l'équipe a marqué en moyenne 41 points de plus par match que ses adversaires durant la saison régulière. Oden est élu Mr Basketball dans l'Indiana en 2006. Il est aussi sélectionné dans la McDonald's All-American Team et joue dans le match des All-American.
Oden est invité à participer à l'équipe des États-Unis de basket-ball en préparation des Jeux olympiques d'été de 2008. L'analyste NBA Steve Kerr dit qu'il n'y a qu'un seul joueur comme Oden par décennie,.

## Université
Le 29 juin 2005, Oden et Mike Conley, un de ses équipiers de Lawrence North, annoncent qu'ils iront étudier à l'université d'État de l'Ohio à partir de la saison 2006-2007.
Oden subit une opération du poignet le 16 juin 2006 à Indianapolis afin de soigner une blessure à un ligament survenue vers la fin de sa dernière année de lycée. En conséquence, il ne participe pas au début de la saison 2006-2007 avec Ohio State. L'équipe parvient néanmoins à la première place des classements avant de perdre contre North Carolina. Il fait ses débuts universitaires le 2 décembre 2006 contre Valparaiso en tant que remplaçant. Il finit le match avec 14 points, 10 rebonds et 5 contres. Lors de la saison régulière, Oden marque en moyenne 15,5 pts, prend 9,7 rebonds et effectue 3,5 contres par match.
La Big Ten Conference décerne conjointement à Greg Oden et Alando Tucker de Wisconsin le titre de joueur de la semaine le 29 janvier 2007. La semaine précédente, il avait marqué 18 points et pris 11,5 rebonds en moyenne par match. Le 6 mars 2007, Oden est sélectionné dans la First Team All-Big Ten et élu meilleur joueur défensif de l'année de la conférence. Oden est pour la première fois exclu d'un match après avoir commis 5 fautes contre Xavier lors du second tour du Tournoi NCAA. Pendant le tournoi, il a souvent risqué d'être exclu des matchs en raison du nombre de fautes commises. Lors du troisième tour (le Sweet Sixteen), Oden a contré dans les dernières secondes du match un tir de Tennessee afin de préserver la victoire de son équipe 85-84. Son équipe parvient en finale en battant ensuite Memphis et Georgetown. Lors de la finale, Oden marque 25 points, prend 12 rebonds et contre 4 tirs lors de la défaite de son équipe face à Florida.
Le 26 mars 2007, Oden est élu dans la All-American Team de l'Associated Press avec Kevin Durant, Arron Afflalo, Alando Tucker et Acie Law IV. Oden et Durant sont les premiers freshmen à recevoir cette distinction depuis 1990 et les 3e et 4e depuis sa création.

## Carrière NBA
Oden annonce qu'il se déclare sélectionnable pour la draft 2007 de la NBA le 20 avril. Il est choisi par les Trail Blazers de Portland en premier choix de la Draft 2007 de la NBA qui s'est tenue au Madison Square Garden à New York.

### Saison 2007-2008

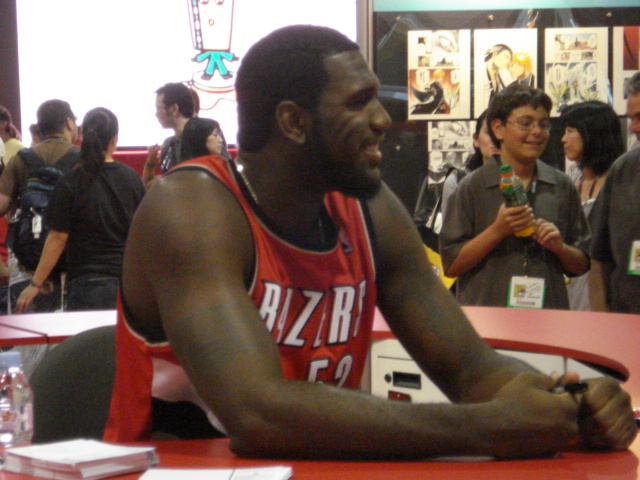
Oden en 2008 au Comic-Con

Oden se blesse lors de la présaison de sa première année en NBA (rookie) et manque toute sa première saison, à cause d'une micro-fracture au genou droit.

### Saison 2008-2009
Il débute finalement le 28 octobre 2008, contre les Lakers de Los Angeles, mais se blesse de nouveau, au pied cette fois-ci, après treize minutes de jeu. Il revient deux semaines plus tard, le 12 novembre 2008, contre le Heat de Miami, match au cours duquel il marque 3 points en seize minutes de jeu. Le 19 janvier 2009, il marque 24 points, et prend 15 rebonds, contre les Bucks de Milwaukee. Il se blesse de nouveau au genou droit le 13 février 2009, et manque trois semaines. Les Blazers terminent finalement 4e de la conférence Ouest, mais sont éliminés dès le 1er tour par les Rockets de Houston. Malgré ce bon classement, la première saison de Greg Oden est plutôt décevante, avec seulement 8,9 points, et 7 rebonds par match.

### Saison 2009-2010

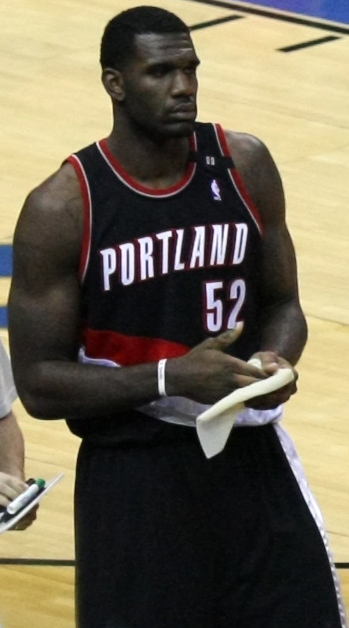
Greg Oden en avril 2009.

Sa deuxième saison commence sur les bases de la précédente, mais elle prend une meilleure tournure à partir du 23 novembre, où, contre les Bulls de Chicago, Oden marque 24 points et prend 12 rebonds. Le 1er décembre, il marque 13 points et prend 20 rebonds (record en carrière) contre le Heat de Miami. Le 5 décembre, il se blesse gravement lors d'un match contre les Rockets de Houston. Avec la rotule gauche fracturée, Oden rate le reste de la saison. Lors de ses sept derniers matchs, il marque 15 points en moyenne.

### Saison 2010-2011
Le 17 novembre 2010, les Trailbazers de Portland annoncent qu'Oden va se faire opérer du ménisque et qu'il manquera donc toute la saison. Greg Oden n'aura donc joué que 82 matches (soit l'équivalent d'une saison régulière) en quatre années de carrière NBA.

### Saison 2011-2012
Toujours convalescent, le 15 mars 2012, il est finalement limogé par les Trail Blazers de Portland. Désormais libre de tout contrat, il souhaite alors se relancer chez les Pacers de l'Indiana.

### Saison 2013-2014
Le 3 août 2013, il s'engage avec le Heat de Miami. Près de quatre ans après sa dernière apparition sur un terrain de basket-ball, Greg Oden retrouve les parquets le 23 octobre 2013. Il dispute quatre minutes lors de la victoire du Heat de Miami sur le terrain des Pelicans de La Nouvelle-Orléans.
À la fin de la saison, il est agent libre. En août 2014, Oden frappe son ancienne petite amie et lui fracture le nez. Il est inculpé par la police et risque jusqu'à 6 ans de prison.

## Carrière d'entraîneur
En septembre 2021, Oden devient entraîneur adjoint des Buckeyes d'Ohio State, l'université où il a été formé.

## Statistiques

### Statistiques NBA en saison régulière
| Saison    | Équipe   | Match. | 5 Dép | Min. | % Tirs | % 3pts | % LF | Rbds/m | Pass./m | BV/m | Ctrs/m | Pts/m |
| --------- | -------- | ------ | ----- | ---- | ------ | ------ | ---- | ------ | ------- | ---- | ------ | ----- |
| 2008-2009 | Portland | 61     | 39    | 21,5 | 56,4   | 00,0   | 63,7 | 7,0    | 0,5     | 0,4  | 1,1    | 8,9   |
| 2009-2010 | Portland | 21     | 21    | 23,9 | 60,5   | 00,0   | 76,6 | 8,5    | 0,9     | 0,4  | 2,3    | 11,1  |
| 2013-2014 | Miami    | 23     | 6     | 9,2  | 55,1   | 00,0   | 56,5 | 2,3    | 0,0     | 0,3  | 0,6    | 2,9   |
| Carrière  | Carrière | 105    | 66    | 19,3 | 57,4   | 00,0   | 65,8 | 6,2    | 0,5     | 0,4  | 1,2    | 8,0   |

### Statistiques NBA en playoffs
| Année    | Équipe   | Match. | 5 Dép | Min. | % Tirs | % 3pts | % LF | Rbds/m | Pass./m | BV/m | Ctrs/m | Pts/m |
| -------- | -------- | ------ | ----- | ---- | ------ | ------ | ---- | ------ | ------- | ---- | ------ | ----- |
| 2009     | Portland | 6      | 0     | 16,0 | 52,4   | 00,0   | 66,7 | 4,3    | 0,0     | 0,3  | 0,8    | 5,0   |
| Carrière | Carrière | 6      | 0     | 16,0 | 52,4   | 00,0   | 66,7 | 4,3    | 0,0     | 0,3  | 0,8    | 5,0   |

## Records sur une rencontre en NBA
Les records personnels de Greg Oden en NBA sont les suivants, :
| Type de statistique        | Saison régulière | Saison régulière        | Saison régulière  | Playoffs | Playoffs             | Playoffs      |
| Type de statistique        | Record           | Adversaire              | Date              | Record   | Adversaire           | Date          |
| -------------------------- | ---------------- | ----------------------- | ----------------- | -------- | -------------------- | ------------- |
| Points                     | 24               | 2 fois                  | 2 fois            | 15       | Rockets de Houston   | 18 avril 2009 |
| Paniers marqués            | 9                | Bucks de Milwaukee      | 19 janvier 2009   | 6        | Rockets de Houston   | 18 avril 2009 |
| Paniers tentés             | 14               | Bucks de Milwaukee      | 19 janvier 2009   | 7        | Rockets de Houston   | 18 avril 2009 |
| Paniers à 3 points réussis | -                | -                       | -                 | -        | -                    | -             |
| Paniers à 3 points tentés  | -                | -                       | -                 | -        | -                    | -             |
| Lancers francs réussis     | 10               | Bulls de Chicago        | 23 novembre 2009  | 3        | Rockets de Houston   | 18 avril 2009 |
| Lancers francs tentés      | 12               | Bulls de Chicago        | 23 novembre 2009  | 4        | 2 fois               | 2 fois        |
| Rebonds offensifs          | 11               | Heat de Miami           | 1er décembre 2009 | 3        | 2 fois               | 2 fois        |
| Rebonds défensifs          | 11               | @ Pistons de Détroit    | 30 novembre 2008  | 3        | 4 fois               | 4 fois        |
| Rebonds totaux             | 20               | Heat de Miami           | 1er décembre 2009 | 6        | @ Rockets de Houston | 30 avril 2009 |
| Passes décisives           | 3                | 3 fois                  | 3 fois            | 1        | Pacers de l'Indiana  | 30 mai 2014   |
| Interceptions              | 3                | Celtics de Boston       | 30 décembre 2008  | 1        | 3 fois               | 3 fois        |
| Contres                    | 6                | Knicks de New York      | 8 février 2009    | 3        | @ Rockets de Houston | 30 avril 2009 |
| Balles perdues             | 7                | Rockets de Houston      | 27 octobre 2009   | 4        | @ Rockets de Houston | 30 avril 2009 |
| Minutes jouées             | 42               | Clippers de Los Angeles | 12 décembre 2008  | 22       | Rockets de Houston   | 18 avril 2009 |

- Double-doubles : 21
- Triple-doubles : 0